# آغین
آغین (به ارمنی: Աղին) یکی از شهرستان‌های ارمنستان است که در استان شیراک واقع شده‌است. آغین در ۲۸ کیلومتری شمال گیومری، مرکز استان شیراک واقع شده است.

## خصوصیات
آغین ۵۹۸ نفر جمعیت دارد و در ارتفاع ۱۴۷۰ متر بالاتر از سطح دریا قرار گرفته است.

## نگارخانه

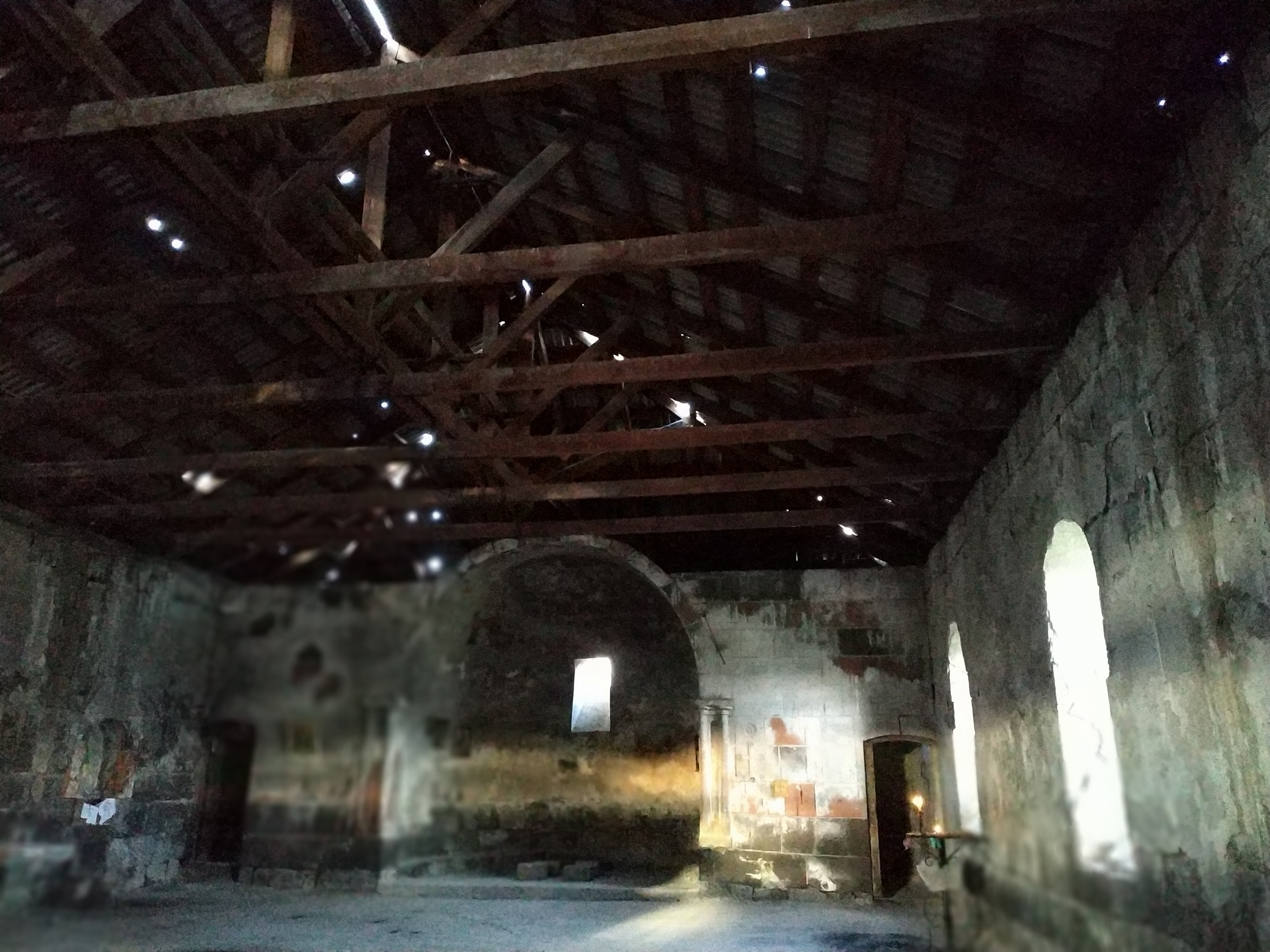